# 維達瓦河
51°11′56″N 16°55′07″E / 51.199°N 16.9187°E

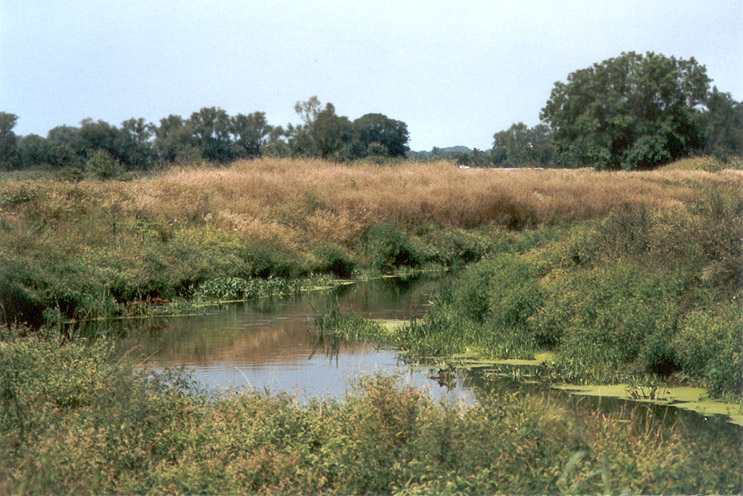

維達瓦河是波蘭的河流，位於該國西南部，流經下西里西亞省和奧波萊省，屬於奧得河的右支流，河道全長109公里，流域面積1,716平方公里。